# Quatre Cocos
Quatre Cocos är en ort i Mauritius.   Den ligger i distriktet Flacq, i den centrala delen av landet, 28 km öster om huvudstaden Port Louis. Quatre Cocos ligger 39 meter över havet och antalet invånare är 5 724. Den ligger på ön Mauritius.
Terrängen runt Quatre Cocos är platt österut, men åt sydväst är den kuperad. Havet är nära Quatre Cocos åt nordost.  Närmaste större samhälle är Centre de Flacq, 5,4 km väster om Quatre Cocos. 